# Hyvinkää Falcons 2013
Questa voce raccoglie le informazioni riguardanti gli Hyvinkää Falcons nelle competizioni ufficiali della stagione 2013.

## Maschile

### I-divisioona 2013

#### Stagione regolare
| Sipoo 25 maggio 2013, ore 14:00 1ª giornata | Sipoo Bulldogs | 0 – 35 (0-7 0-7 0-14 0-7) referto | Hyvinkää Falcons | Söderkullan urheilukenttä (66 spett.)\| Arbitro: \| P. Lamminsalo \| |
| Arbitro:                                    | P. Lamminsalo  |                                   |                  |                                                                      |

| Hyvinkää 8 giugno 2013, ore 14:00 2ª giornata | Hyvinkää Falcons | 0 – 43 (0-16 0-0 0-21 0-6) referto | Turku Trojans | Kankurin Liikuntapuisto (200 spett.)\| Arbitro: \| M. Makarainen \| |
| Arbitro:                                      | M. Makarainen    |                                    |               |                                                                     |

| Tampere 15 giugno 2013, ore 16:00 3ª giornata | Tampere Saints | 24 – 14 (3-7 7-0 7-7 7-0) referto | Hyvinkää Falcons | Pyynikin urheilukenttä (236 spett.)\| Arbitro: \| Sipi \| |
| Arbitro:                                      | Sipi           |                                   |                  |                                                           |

| Hyvinkää 29 giugno 2013, ore 14:00 4ª giornata | Hyvinkää Falcons | 14 – 7 (7-0 7-7 0-0 0-0) referto | Oulu Northern Lights | Kankurin Liikuntapuisto (278 spett.)\| Arbitro: \| K. Lahtinen \| |
| Arbitro:                                       | K. Lahtinen      |                                  |                      |                                                                   |

| Hyvinkää 7 luglio 2013, ore 14:00 5ª giornata | Hyvinkää Falcons | 16 – 44 (7-6 7-6 7-6 0-13) referto | Nokia Ghosthunters | Kankurin Liikuntapuisto (318 spett.)\| Arbitro: \| K. Kivimaa \| |
| Arbitro:                                      | K. Kivimaa       |                                    |                    |                                                                  |

| Hyvinkää 13 luglio 2013, ore 14:00 6ª giornata | Hyvinkää Falcons | 64 – 7 (22-0 21-7 7-0 14-0) referto | Sipoo Bulldogs | Kankurin Liikuntapuisto (183 spett.)\| Arbitro: \| Lahtinen \| |
| Arbitro:                                       | Lahtinen         |                                     |                |                                                                |

| Turku 22 luglio 2013, ore 18:00 7ª giornata | Turku Trojans | 70 – 0 (20-0 18-0 16-0 16-0) referto | Hyvinkää Falcons | Turun Urheilupuiston yläkenttä (313 spett.)\| Arbitro: \| Sipi \| |
| Arbitro:                                    | Sipi          |                                      |                  |                                                                   |

| Hyvinkää 27 luglio 2013, ore 14:00 8ª giornata | Hyvinkää Falcons | 6 – 14 (0-0 0-7 6-7 0-0) referto | Tampere Saints | Kankurin Liikuntapuisto (154 spett.)\| Arbitro: \| T. Koskelainen \| |
| Arbitro:                                       | T. Koskelainen   |                                  |                |                                                                      |

| Oulu 4 agosto 2013, ore 18:00 9ª giornata | Oulu Northern Lights | 59 – 6 (14-0 27-6 12-0 6-0) referto | Hyvinkää Falcons | Castrenin urheilukeskus (246 spett.)\| Arbitro: \| S. Sankala \| |
| Arbitro:                                  | S. Sankala           |                                     |                  |                                                                  |

| Nokia 10 agosto 2013, ore 15:00 10ª giornata | Nokia Ghosthunters | 19 – 0 (12-0 0-0 0-0 7-0) referto | Hyvinkää Falcons | Keskusurheilukenttä (150 spett.) |

### Statistiche di squadra
| Competizione      | %Vittorie | In casa | In casa | In casa | In casa | In casa | In casa | In trasferta | In trasferta | In trasferta | In trasferta | In trasferta | In trasferta | Totale | Totale | Totale | Totale | Totale | Totale |
| Competizione      | %Vittorie | G       | V       | N       | P       | Pf      | Ps      | G            | V            | N            | P            | Pf           | Ps           | G      | V      | N      | P      | Pf     | Ps     |
| ----------------- | --------- | ------- | ------- | ------- | ------- | ------- | ------- | ------------ | ------------ | ------------ | ------------ | ------------ | ------------ | ------ | ------ | ------ | ------ | ------ | ------ |
| Stagione regolare | .300      | 5       | 2       | 0       | 3       | 100     | 115     | 5            | 1            | 0            | 4            | 55           | 172          | 10     | 3      | 0      | 7      | 155    | 287    |
| Totale            | .300      | 5       | 2       | 0       | 3       | 100     | 115     | 5            | 1            | 0            | 4            | 55           | 172          | 10     | 3      | 0      | 7      | 155    | 287    |

### Statistiche personali

#### Marcatori
| Giocatore       | Ruolo | TD rush | TD recv | TD int | TD p.ret | TD k.ret | TD oth | Xp1 | Xp2 | FG | Saf | Totale |
| --------------- | ----- | ------- | ------- | ------ | -------- | -------- | ------ | --- | --- | -- | --- | ------ |
| O. Vazquez-Dyer |       | 0       | 2       | 1      | 2        | 1        | 0      | 0   | 1   | 0  | 0   | 38     |
| H. Winter       |       | 2       | 0       | 0      | 0        | 0        | 0      | 18  | 0   | 1  | 0   | 33     |
| M. Tikkanen     |       | 3       | 0       | 0      | 0        | 0        | 0      | 0   | 0   | 0  | 0   | 18     |
| J. Blom         |       | 0       | 2       | 0      | 0        | 0        | 0      | 0   | 0   | 0  | 0   | 12     |
| T. Hietamaki    |       | 0       | 2       | 0      | 0        | 0        | 0      | 0   | 0   | 0  | 0   | 12     |
| M. Leppanen     |       | 0       | 2       | 0      | 0        | 0        | 0      | 0   | 1   | 0  | 0   | 12     |
| A. Miettinen    |       | 2       | 0       | 0      | 0        | 0        | 0      | 0   | 0   | 0  | 0   | 12     |
| K. Piela        |       | 0       | 2       | 0      | 0        | 0        | 0      | 0   | 1   | 0  | 0   | 12     |
| D. Puha         |       | 0       | 1       | 0      | 0        | 0        | 0      | 0   | 1   | 0  | 0   | 6      |

#### Passer rating
| Giocatore       | G | Att | Comp | Int | Yds | TD | NFL   | NCAA  |
| --------------- | - | --- | ---- | --- | --- | -- | ----- | ----- |
| H. Winter       | 8 | 163 | 69   | 6   | 724 | 8  | 56,89 | 88,48 |
| O. Vazquez-Dyer | 7 | 80  | 34   | 4   | 324 | 3  | 46,04 | 78,90 |
| V. Rontu        | 1 | 7   | 1    | 1   | 4   | 0  |       |       |
| A. Miettinen    | 1 | 1   | 0    | 0   | 0   | 0  |       |       |
| D. Puha         | 1 | 1   | 0    | 0   | 0   | 0  |       |       |

## Femminile

### Naisten I-divisioona 2013

#### Stagione regolare
| Porvoo 5 maggio 2013, ore 14:00 | Porvoon Butchers | 40 – 0 | Hyvinkää Falcons | Porvoon Pallokenttä |

| Joensuu 12 maggio 2013, ore 13:00 | Joensuu Wolves | 38 – 14 | Hyvinkää Falcons | Koilispuiston Tekonurmi |

| Hyvinkää 26 maggio 2013, ore 13:30 | Hyvinkää Falcons | 20 – 14 (6-8 14-6) referto | Kouvola Indians | Kankurin kenttä (150 spett.)\| Arbitro: \| Halla-aho \| |
| Arbitro:                           | Halla-aho        |                            |                 |                                                         |

| Raisio 8 giugno 2013, ore 13:00 | Raisio Oakladies | 18 – 14 | Hyvinkää Falcons | Kerttulan liikuntakeskus |

| Hyvinkää 16 giugno 2013, ore 13:30 | Hyvinkää Falcons | 32 – 24 | Porvoon Butchers | Kankurin kenttä |

| Hyvinkää 29 giugno 2013, ore 16:30 | Hyvinkää Falcons | 34 – 28 | Joensuu Wolves | Kankurin kenttä |

| Kouvola 27 luglio 2013, ore 15:00 | Kouvola Indians | 34 – 16 | Hyvinkää Falcons | Kuusankosken urheilupuisto |

| Hyvinkää 4 agosto 2013, ore 13:30 | Hyvinkää Falcons | 48 – 26 | Raisio Oakladies | Kankurin kenttä |

### Statistiche di squadra
| Competizione      | %Vittorie | In casa | In casa | In casa | In casa | In casa | In casa | In trasferta | In trasferta | In trasferta | In trasferta | In trasferta | In trasferta | Totale | Totale | Totale | Totale | Totale | Totale |
| Competizione      | %Vittorie | G       | V       | N       | P       | Pf      | Ps      | G            | V            | N            | P            | Pf           | Ps           | G      | V      | N      | P      | Pf     | Ps     |
| ----------------- | --------- | ------- | ------- | ------- | ------- | ------- | ------- | ------------ | ------------ | ------------ | ------------ | ------------ | ------------ | ------ | ------ | ------ | ------ | ------ | ------ |
| Stagione regolare | .500      | 4       | 4       | 0       | 0       | 134     | 92      | 4            | 0            | 0            | 4            | 44           | 130          | 8      | 4      | 0      | 4      | 178    | 222    |
| Totale            | .500      | 4       | 4       | 0       | 0       | 134     | 92      | 4            | 0            | 0            | 4            | 44           | 130          | 8      | 4      | 0      | 4      | 178    | 222    |